# 永福寺 (江戸川区)
永福寺（えいふくじ）は、東京都江戸川区にある真言宗豊山派の寺院。

## 歴史
戦国時代後期、宥賢上人（1568年・永禄11年寂）によって開山された。
当初の名称は「長福寺」であった。ところが1716年（享保元年）、紀州藩の藩主だった徳川吉宗が第8代将軍の位に就き、長男の長福丸（後の第9代将軍徳川家重）が将軍世子となった。将軍世子と同名になってしまったため、幕府に憚って、「長」を「永」に変更し「永福寺」に改称した（避諱）。
当寺の本尊は、行基作とされている阿弥陀如来である。
鐘楼は1983年（昭和58年）に建てられた比較的新しいものである。安土桃山時代の「桃山様式」で建てられている。

## 文化財
- 法印頼尊筆子塚 - 江戸川区登録有形文化財・歴史資料、平成6年2月22日告示[3]

## 交通アクセス
- 船堀駅より徒歩19分（経路案内）。